# Bruno Nicolini (calciatore)
Bruno Nicolini, secondo alcune fonti Bruno Niccolini (Roma, 14 luglio 1904 – ...), è stato un calciatore italiano, di ruolo portiere.

## Carriera
Cresciuto nella Pro Roma, debutta in massima serie con la Lazio nella stagione 1925-1926, in cui gioca da titolare. Negli anni successivi è riserva di Ezio Sclavi, e rimane in maglia biancoceleste fino al 1929 disputando complessivamente 16 partite nella massima categoria.
In seguito milita nello Spezia e nell'Alba Roma.